# Eriophorum callitrix
Eriophorum callitrix — багаторічна трав'яниста рослина родини осокові (Cyperaceae), поширена в північній частині Північної Америки та в найпівнічніших регіонах Азії.

## Опис
Рослини ростуть у щільних пучках. Стебла 5–20(50) см, гладкі або грубі дистально. Листів стеблових 0–1; пластини 0.4–1.2 мм завширшки. Колосочки одиночні, прямі, кулясті у плодах, 10–20 мм у квітці, 15–30 мм у плоді, луски блідо-темно-коричневого кольору, поля й верхівка гіалінові, овально-ланцетні, тонкі. Квітки: оцвітина від білого до дуже блідо-коричневого забарвлення, пиляки 0.6–1.2 мм. Плоди еліпсоїдно-обернено яйцеподібні, 1.8–2.1 мм.

## Поширення
Північна Америка: Ґренландія, Канада, США; Азія: Далекий Схід, Сибір. Населяє тундру, вапнякові болота, вологі місця; 0–2600 м.

## Використання
Це рослина — їжа для мандрівних сніжних гусей, карибу та їх телят. Інуїти використовували насіннєві голівки як ґніт у  каганці.

## Галерея

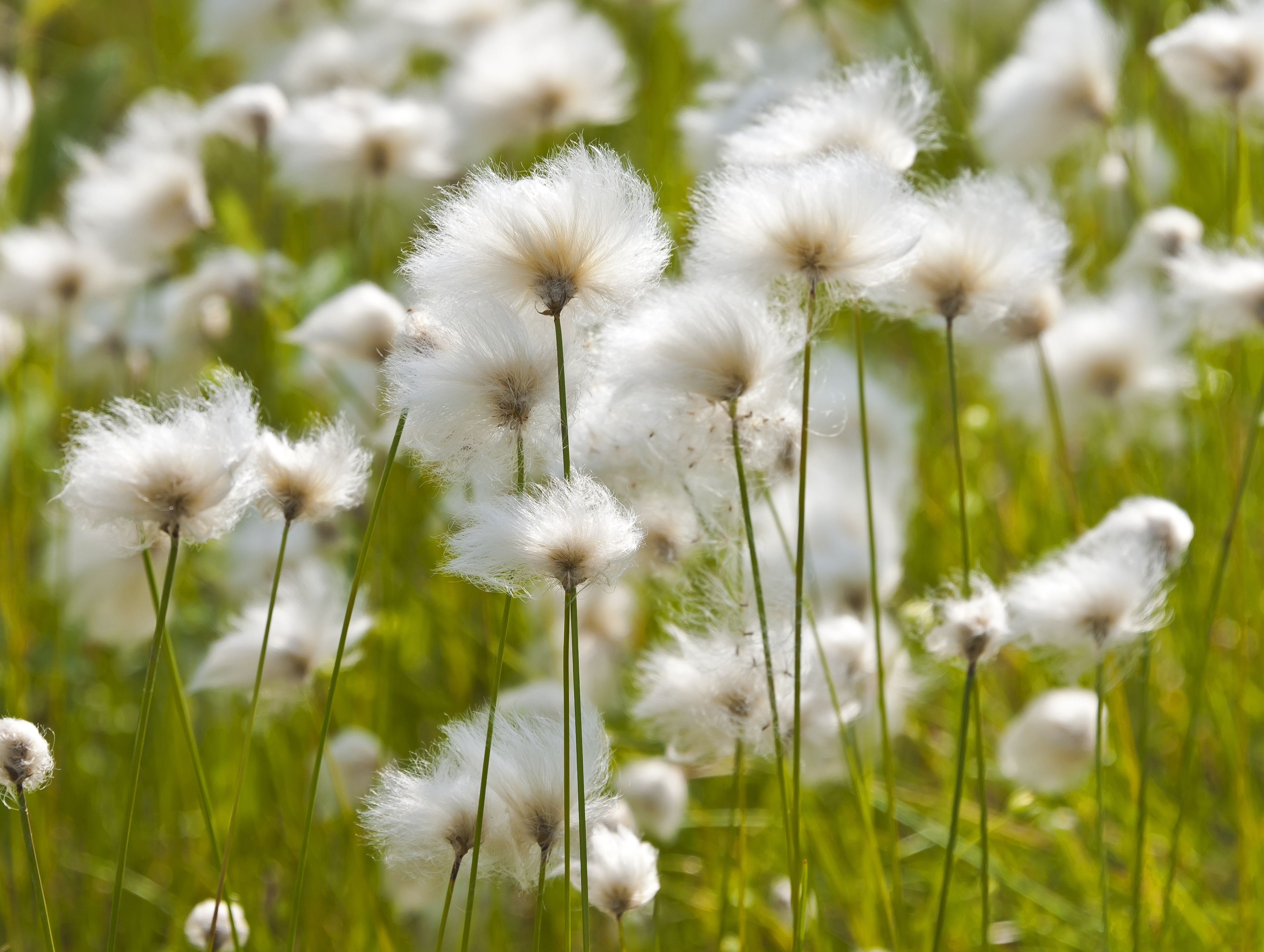
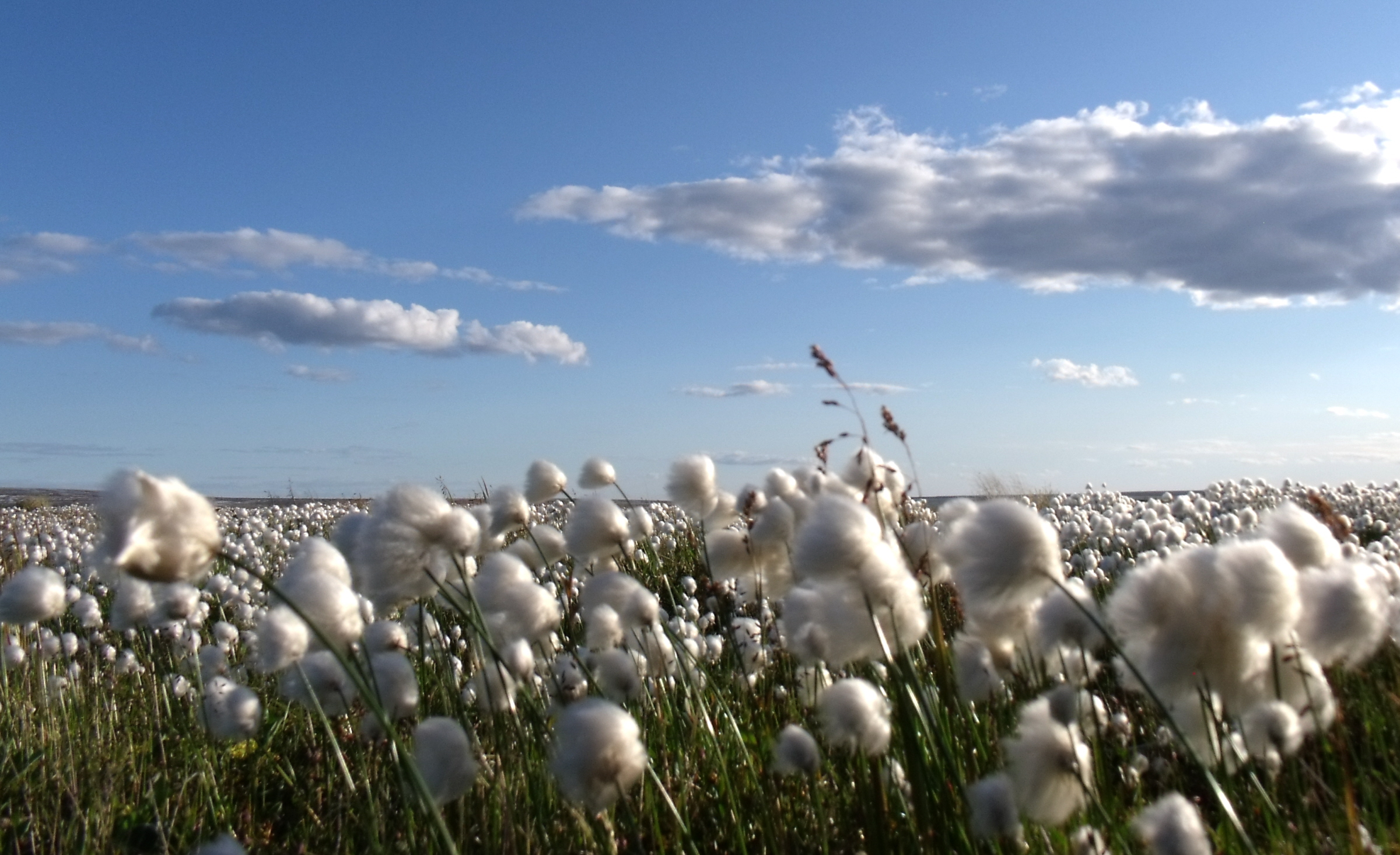
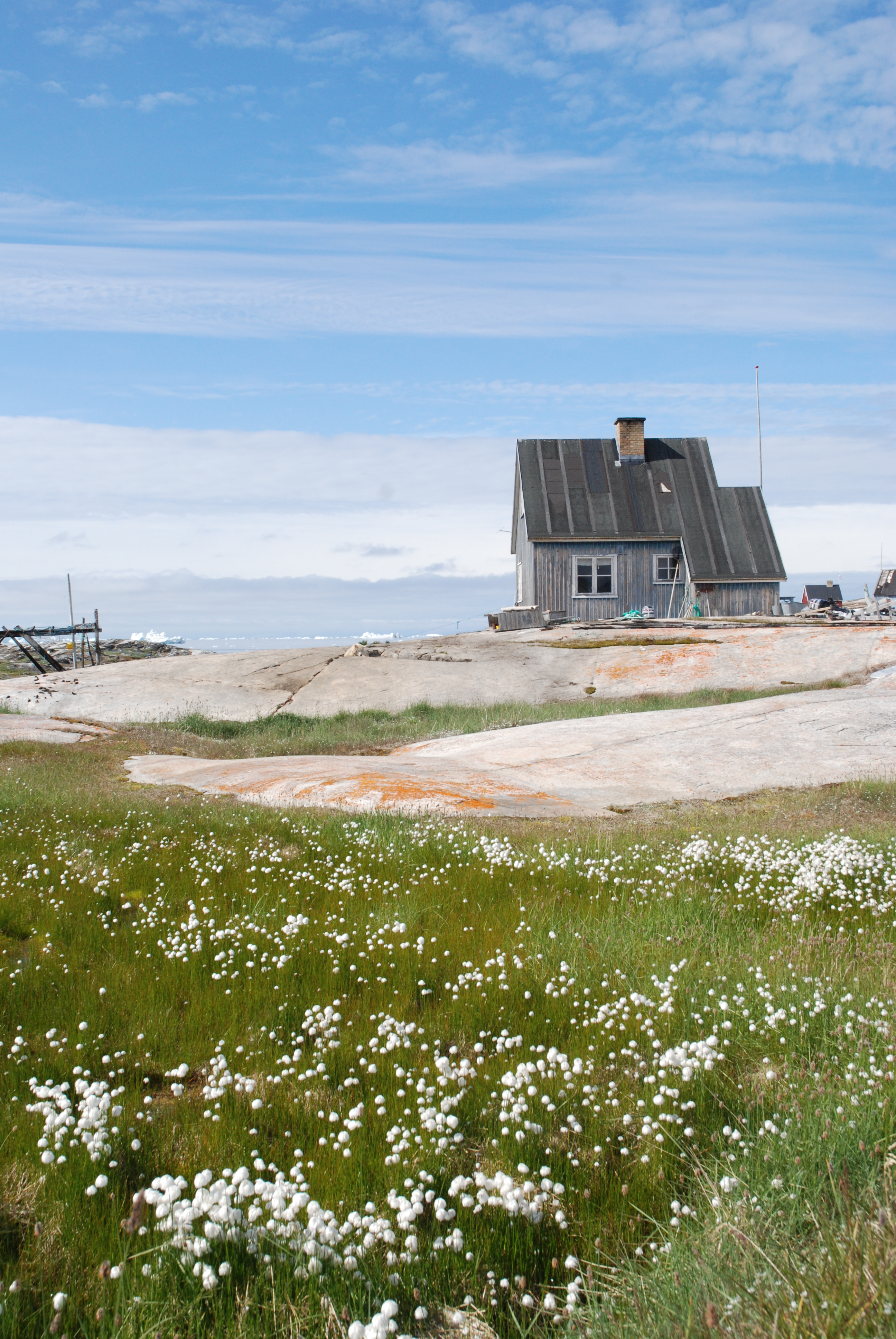